# George Taylor Jester

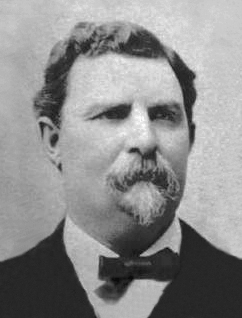
George Taylor Jester

George Taylor Jester (* 23. August 1847 im Macoupin County, Illinois; † 19. Juli 1922 in Corsicana, Texas) war ein US-amerikanischer Politiker. Zwischen 1895 und 1899 war er Vizegouverneur des Bundesstaates Texas.

## Werdegang
Nach dem Tod seines Vaters im Jahr 1858 kam George Jester mit seiner Mutter und seinen Geschwistern nach Corsicana in Texas, wo sein Großvater mütterlicherseits lebte. Er besuchte eine Tagesschule und arbeitete beim Bau des Navarro County Courthouse mit. Im Frühjahr 1865 trat er unmittelbar vor dem Ende des Bürgerkrieges in das Heer der Konföderation ein. Er kam aber zu keinem Kampfeinsatz mehr. 1866 war er als fahrender Händler unterwegs und 1867 wurde er Ladenangestellter in Corsicana. Zwischen 1870 und 1881 war er im Baumwollhandel tätig. Er erwarb selbst Land und hielt Milchkühe. Außerdem experimentierte er im Baumwollanbau. Seit 1881 arbeitete er im Bankgewerbe. Er war an der Gründung der Corsicana National Bank beteiligt und wurde 1887 deren Präsident.
Politisch schloss sich Jester der Demokratischen Partei an. In den Jahren 1891 und 1892 saß er im Repräsentantenhaus von Texas, wo er Mitglied einiger Ausschüsse war; von 1893 bis 1894 gehörte er dem Staatssenat an, in dem er den Finanzausschuss leitete. 1894 wurde Jester an der Seite von Charles Allen Culberson zum Vizegouverneur von Texas gewählt. Dieses Amt bekleidete er zwischen 1895 und 1899. Dabei war er Stellvertreter des Gouverneurs und Vorsitzender des Staatssenats. Nach seiner Zeit als Vizegouverneur arbeitete er wieder in der Bankenbranche in Corsicana. Dort ist er am 19. Juli 1922 auch verstorben. Sein Sohn Beauford (1893–1949) war von 1947 bis 1949 Gouverneur von Texas.